# Copa dos Campeões de Voleibol Feminino de 1997
A Copa dos Campeões de Voleibol Feminino de 1997 foi a segunda edição deste evento, sob chancela da Federação Internacional de Voleibol (FIVB). Foi sediado no Japão, entre os dias 14 e 23 de novembro.
O título foi conquistado pela Rússia, seu primeiro na história, ao não perder nenhuma das cinco partidas realizadas.

## Equipes participantes
- Japão (país-sede)
- Brasil
- Rússia
- Cuba
- China
- Coreia do Sul

## Sistema de competição
A Copa dos Campeões feminina foi disputada no sistema de pontos corridos. As seis seleções se enfrentaram em grupo único. A equipe com a maior pontuação, ao final das cinco rodadas, foi declarada campeã.

## Resultados

### Primeira rodada
14 de Novembro
| Jogo   | Jogo | Jogo          | Parciais | Parciais | Parciais | Parciais | Parciais |
| Jogo   | Jogo | Jogo          | 1        | 2        | 3        | 4        | 5        |
| ------ | ---- | ------------- | -------- | -------- | -------- | -------- | -------- |
| Cuba   | 3-1  | Brasil        | 15-13    | 15-8     | 12-15    | 15-9     | -        |
| Rússia | 3-0  | China         | 15-5     | 15-7     | 15-3     | -        | -        |
| Japão  | 3-1  | Coreia do Sul | 15-12    | 15-7     | 13-15    | 15-10    | -        |

### Segunda rodada
16 de Novembro
| Jogo   | Jogo | Jogo          | Parciais | Parciais | Parciais | Parciais | Parciais |
| Jogo   | Jogo | Jogo          | 1        | 2        | 3        | 4        | 5        |
| ------ | ---- | ------------- | -------- | -------- | -------- | -------- | -------- |
| Brasil | 3-0  | Coreia do Sul | 16-14    | 15-4     | 15-3     | -        | -        |
| Rússia | 3-0  | Japão         | 15-3     | 15-10    | 27-25    | -        | -        |
| Cuba   | 3-2  | China         | 9-15     | 11-15    | 15-7     | 15-8     | 15-10    |

### Terceira rodada
18 de Novembro
| Jogo   | Jogo | Jogo          | Parciais | Parciais | Parciais | Parciais | Parciais |
| Jogo   | Jogo | Jogo          | 1        | 2        | 3        | 4        | 5        |
| ------ | ---- | ------------- | -------- | -------- | -------- | -------- | -------- |
| Cuba   | 3-0  | Coreia do Sul | 15-8     | 15-10    | 15-2     | -        | -        |
| Rússia | 3-2  | Brasil        | 7-15     | 15-7     | 9-15     | 15-7     | 15-10    |
| China  | 3-1  | Japão         | 15-4     | 10-15    | 15-13    | 15-8     | -        |

### Quarta rodada
21 de Novembro
| Jogo   | Jogo | Jogo          | Parciais | Parciais | Parciais | Parciais | Parciais |
| Jogo   | Jogo | Jogo          | 1        | 2        | 3        | 4        | 5        |
| ------ | ---- | ------------- | -------- | -------- | -------- | -------- | -------- |
| Rússia | 3-1  | Cuba          | 15-9     | 13-15    | 15-6     | 15-9     | -        |
| China  | 3-0  | Coreia do Sul | 15-6     | 15-12    | 15-5     | -        | -        |
| Brasil | 3-0  | Japão         | 15-13    | 15-1     | 15-9     | -        | -        |

### Última rodada
23 de Novembro
| Jogo   | Jogo | Jogo          | Parciais | Parciais | Parciais | Parciais | Parciais |
| Jogo   | Jogo | Jogo          | 1        | 2        | 3        | 4        | 5        |
| ------ | ---- | ------------- | -------- | -------- | -------- | -------- | -------- |
| Cuba   | 3-0  | Japão         | 15-7     | 15-13    | 17-15    | -        | -        |
| Rússia | 3-0  | Coreia do Sul | 15-6     | 15-11    | 15-5     | -        | -        |
| Brasil | 3-0  | China         | 15-6     | 15-6     | 15-9     | -        | -        |

## Classificação final
| Posição | Equipe        |
| ------- | ------------- |
|         | Rússia        |
|         | Cuba          |
|         | Brasil        |
| 4       | China         |
| 5       | Japão         |
| 6       | Coreia do Sul |